# Hòn Dáu
Hòn Dáu hay Hòn Dấu là hòn đảo nằm trong vịnh Bắc Bộ thuộc khu du lịch giải trí Đồ Sơn, thành phố Hải Phòng, Việt Nam. Phần lớn đảo vẫn đang ở trạng thái nguyên sinh. Trên đảo có đền thờ Nam Hải Đại Vương, có ngọn hải đăng và một số di tích khác.

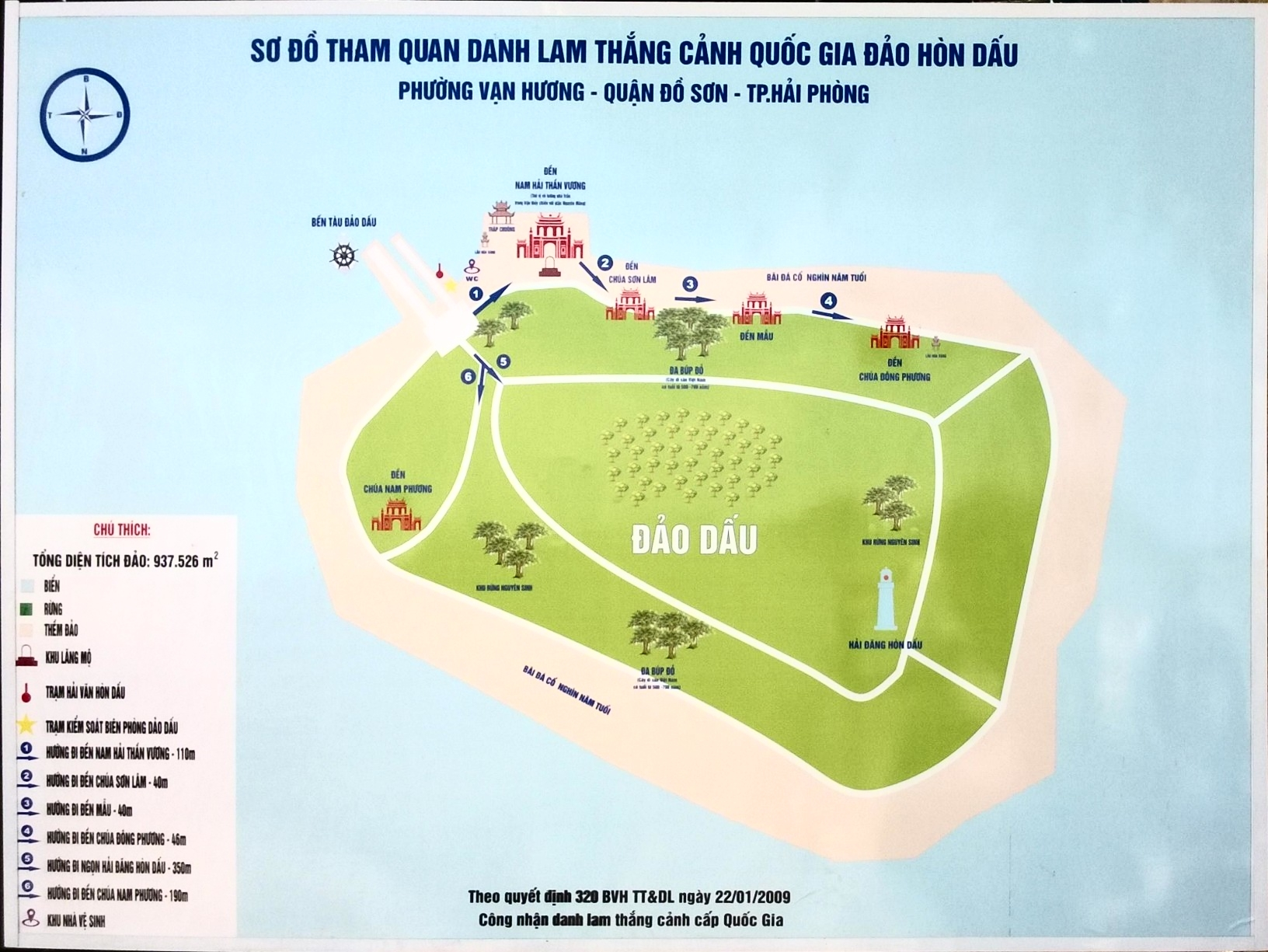
Sơ đồ tham quan danh lam thắng cảnh quốc gia Đảo Hòn Dấu.

## Lịch sử hình thành
Hòn Dấu ban đầu nằm liền kề với bán đảo Đồ Sơn. Trong những cuộc vận động của thềm lục địa, một phần dãy núi đã tách khỏi bán đảo trôi dần ra phía biển, trở thành đảo Hòn Dấu.

## Hiện trạng
Hòn Dấu hiện vẫn giữ được nét đẹp của những cánh rừng nguyên sinh bao phủ gần hết đảo. Bao quanh đảo là những bãi đá lớn.
Rừng nguyên sinh chủ yếu gồm những cây đa, thông... Các loài động vật trên đảo gồm: dê, khỉ, chim, cáo, rắn...
Người sống trên đảo chủ yếu là bộ đội biên phòng, công nhân trông đèn biển, người theo dõi trạm khí tượng, người trông coi đền thờ Nam Hải Đại Vương và một vài người dân.
Hiện nay đảo vẫn chưa có điện từ đất liền kéo sang. Để phát điện thắp sáng hải đăng, người ta phải sử dụng máy phát và ắc quy. Điện máy phát chỉ có từ 18h00 tới 0h00, sau đó thì hải đăng sẽ thắp sáng bằng điện ắc quy.

## Các công trình trên đảo

### Đền thờ Nam Hải Thần Vương
Đền thờ Nam Hải Thần Vương nằm ngay bên cạnh bến tàu. Đây là ngôi đền đã có từ rất lâu đời, nay mới được người dân tại Đồ Sơn sửa chữa mới.
Nam Hải Thần Vương là một vị tướng thời Trần. Theo truyền thuyết, sau một trận thủy chiến đánh tan giặc Nguyên Mông trên sông Bạch Đằng, người dân thấy một tử thi cụt đầu trôi vào đảo. Nhìn quần áo của ngài, biết là tướng nhà Trần tử trận, bà con bèn đắp mộ, rồi lập đền thờ. Tương truyền thần Nam Hải rất linh thiêng, nếu ai dám lấy đi bất cứ thứ gì trên đảo, kể cả một lá cây, sẽ bị ngài phạt, phải đem trả lại mới yên. Chính vì lẽ đó, trải qua hàng trăm năm, đảo Hòn Dấu vẫn giữ được vẻ đẹp nguyên sơ kỳ vĩ.
Đến đời hậu Lê, nhà vua kinh lý Đồ Sơn, nghỉ đêm trên đảo, nằm mơ thấy một ông già tóc bạc xưng là thần đảo. Tỉnh dậy, vua phán: Nếu là thần linh thì hãy ứng báo. Dứt lời, một con cá to nhảy lên thuyền rồng. Thấy nghiệm, vua phong cho ngài là "Lão đảo đại thần vương". Đền của ngài có duệ hiệu là Nam hải Đại thần vương, còn dân vạn chài gọi ngài là cụ. Hằng năm cứ vào ba ngày 8 - 9 -10 tháng 2 (âm lịch), dân đi biển vùng duyên hải Bắc Bộ lại kéo nhau về đảo Dấu cúng lễ.

### Hầm xuyên đảo
Hầm xuyên đảo là những chiếc hầm khá kiên cố được xây dựng trên đảo trong những năm Mỹ ném bom miền bắc Việt Nam..

### Hải đăng
Hải đăng Hòn Dáu nằm trên đỉnh cao nhất của đảo. Được xây dựng từ năm 1892 và hoàn thành vào năm 1896, được đưa vào sử dụng vào tháng 6 năm 1898. Đây là công trình do các kiến trúc sư người Pháp thiết kế với nhiệm vụ chỉ đường vào cảng Hải Phòng trong những năm Pháp tiến hành khai thác thuộc địa tại Việt Nam.

### Nhà tám gian
Nhà tám gian là tên thường gọi của những người sống trên đảo đối với một dãy nhà xây theo kiến trúc Pháp có niên đại từ 1908. Dãy nhà có đúng tám phòng với hành lang, lò sưởi, nhà tắm. Hiện giờ dãy nhà được sử dụng để đón khách du lịch tới thăm đảo và nghỉ lại qua đêm trên đảo.

### Trạm khí tượng
Trạm quan trắc khí tượng được đặt trên đảo để theo dõi khí hậu, thời tiết.

### Bảo tàng hải đăng
Bảo tàng hải đăng nằm trong khu vực hải đăng. Bảo tàng gồm có một khu ngoài trời với các hiện vật trưng bày là những trái bom Mĩ đã trút xuống trong những năm tháng đánh phá miền Bắc. Khu trong nhà của bảo tàng trưng bày về các hải đăng, các loại đèn được sử dụng, các đèn tín hiệu... được sử dụng tại các hải đăng khác trên khắp Việt Nam.

## Quần thể Đa búp đỏ lớn nhất Việt Nam
Quần thể Đa búp đỏ trên đảo Hòn Dáu là quần thể đa cổ thụ nhiều nhất Việt Nam, gồm hàng trăm cây, trong đó có 45 cây hơn 100 tuổi, 35 cây được công nhận là cây di sản Việt Nam 
Cạnh 17 cây thị cổ thụ có tuổi từ 120 đến 1.000 rừng thị núi Ngọc còn có cả trăm cây thị dưới 100 năm tuổi. Quận Đồ Sơn đang chọn thời điểm để công bố, gắn biển cho quần thể cây di sản độc nhất cả nước này. "Quận Đồ Sơn đang ra sức vận động các hộ dân chung tay giữ gìn để tạo cảnh quan, môi trường sinh thái, phát triển du lịch sinh thái gắn với tâm linh tại núi Ngọc"

## Hòn Dáu - Cao độ 0 quốc gia
Ở Việt Nam, trước năm 1975 có 2 mốc cao độ 0 gồm một - nằm ở đảo Hòn Dáu, Hải Phòng, và một - ở Mũi Nai, Hà Tiên, Kiên Giang. Sau năm 1975 thì đã thống nhất mốc Hòn Dáu là mốc 0 quốc gia duy nhất cho tiêu chuẩn Việt Nam.

## Thư viện ảnh

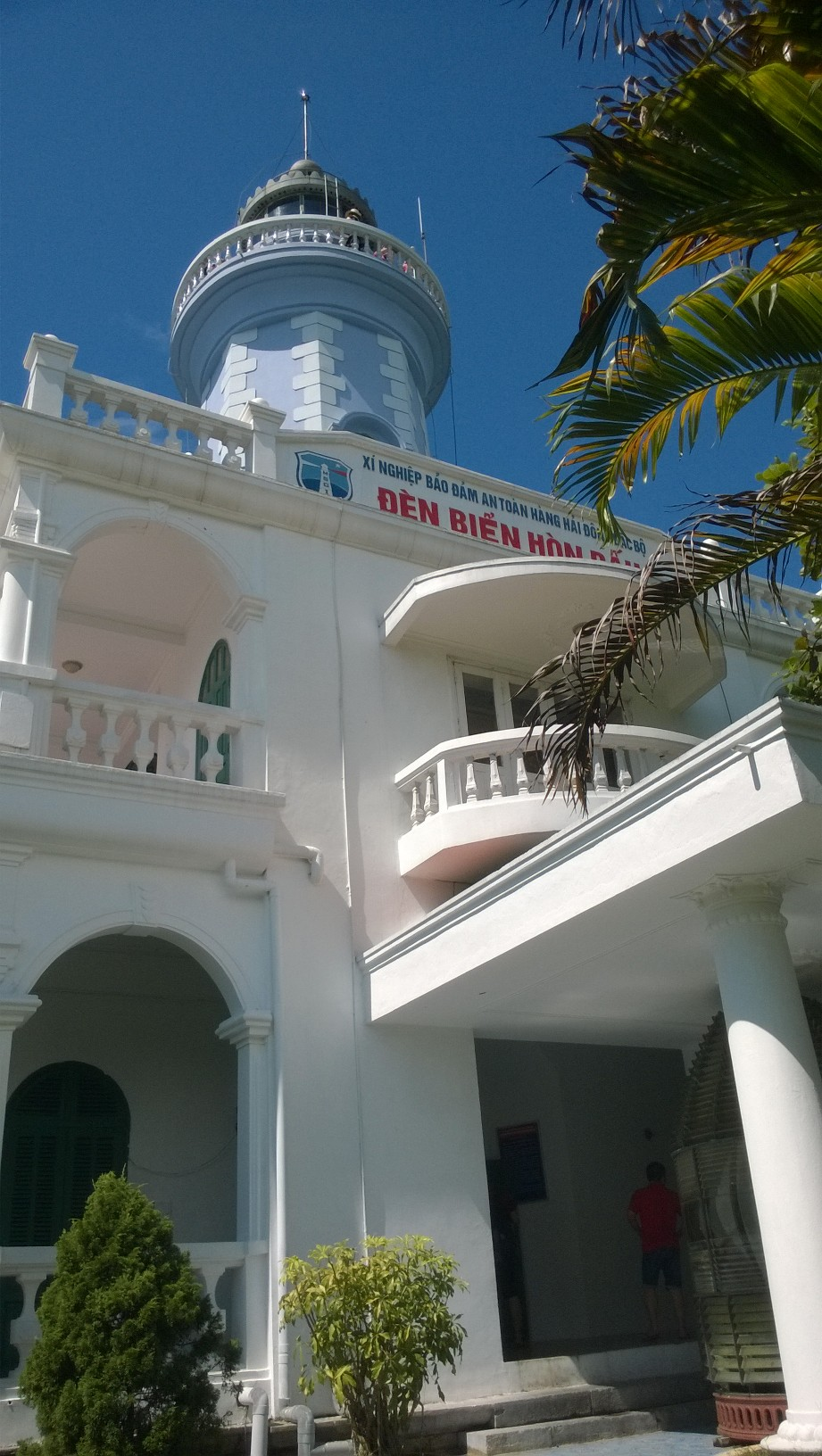
Hải đăng Hòn Dáu
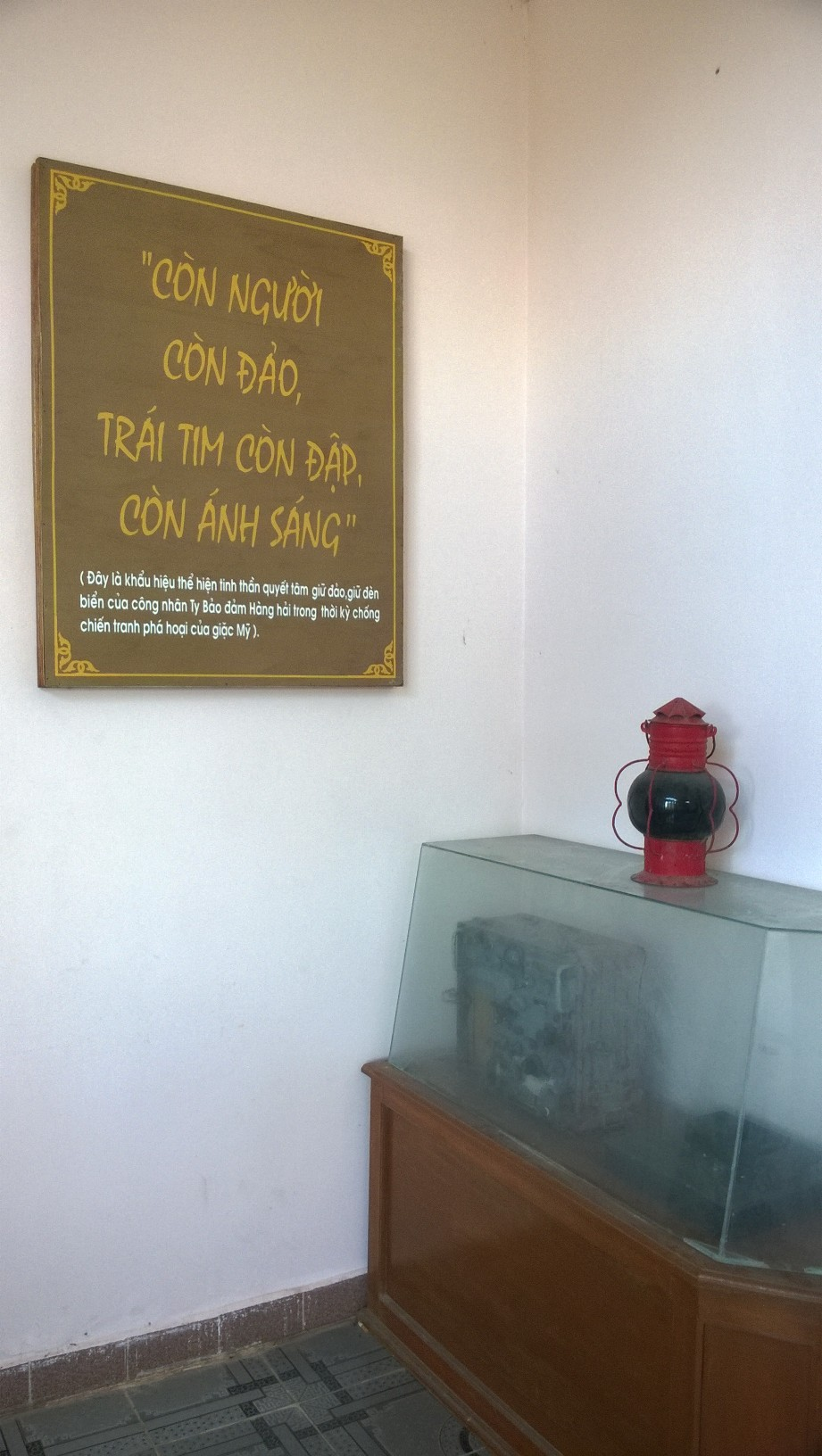
Phòng trưng bày bên trong Hải đăng Hòn Dáu

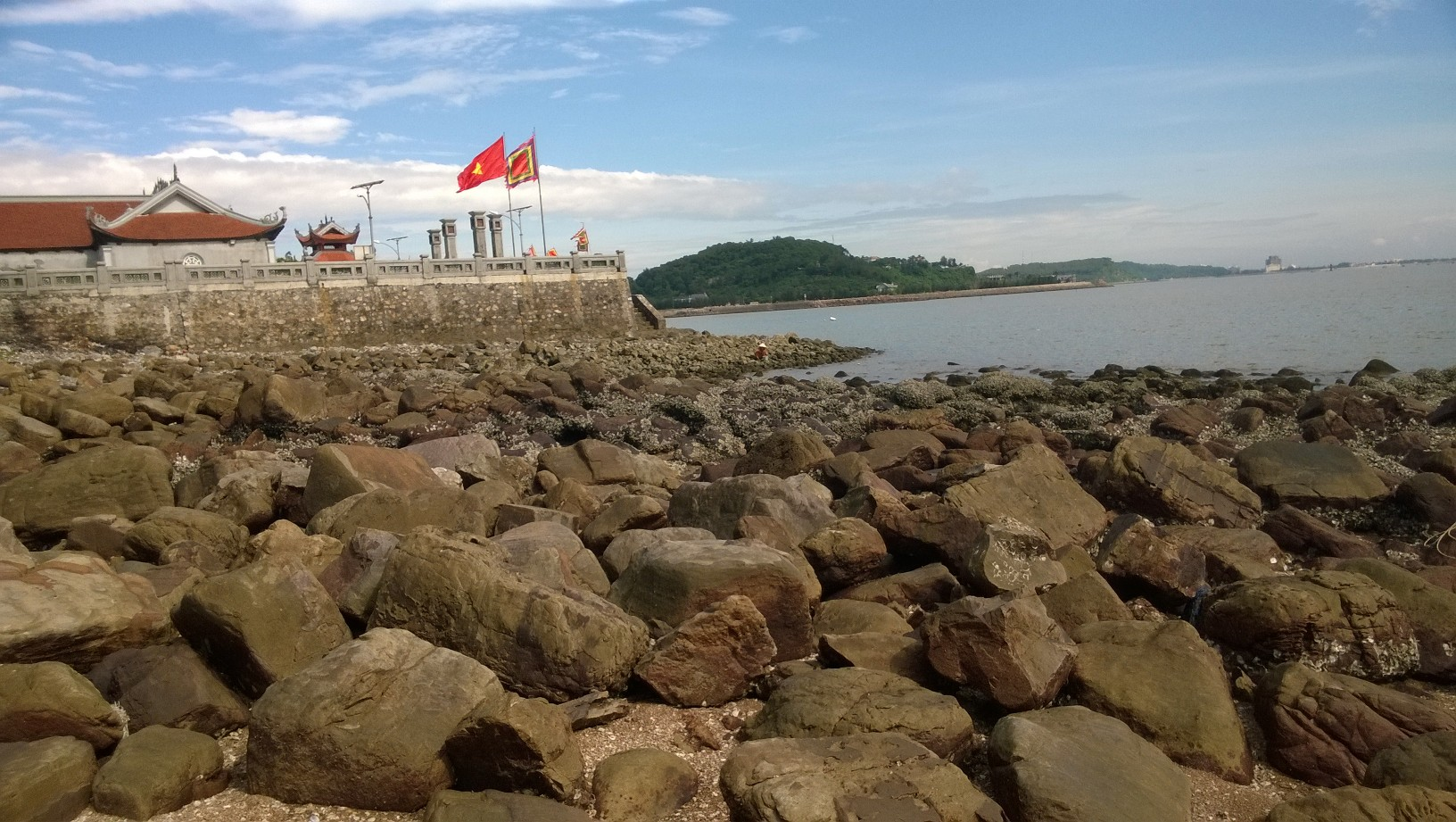
Đền thờ Nam Hải Thần Vương bên bãi đá cổ
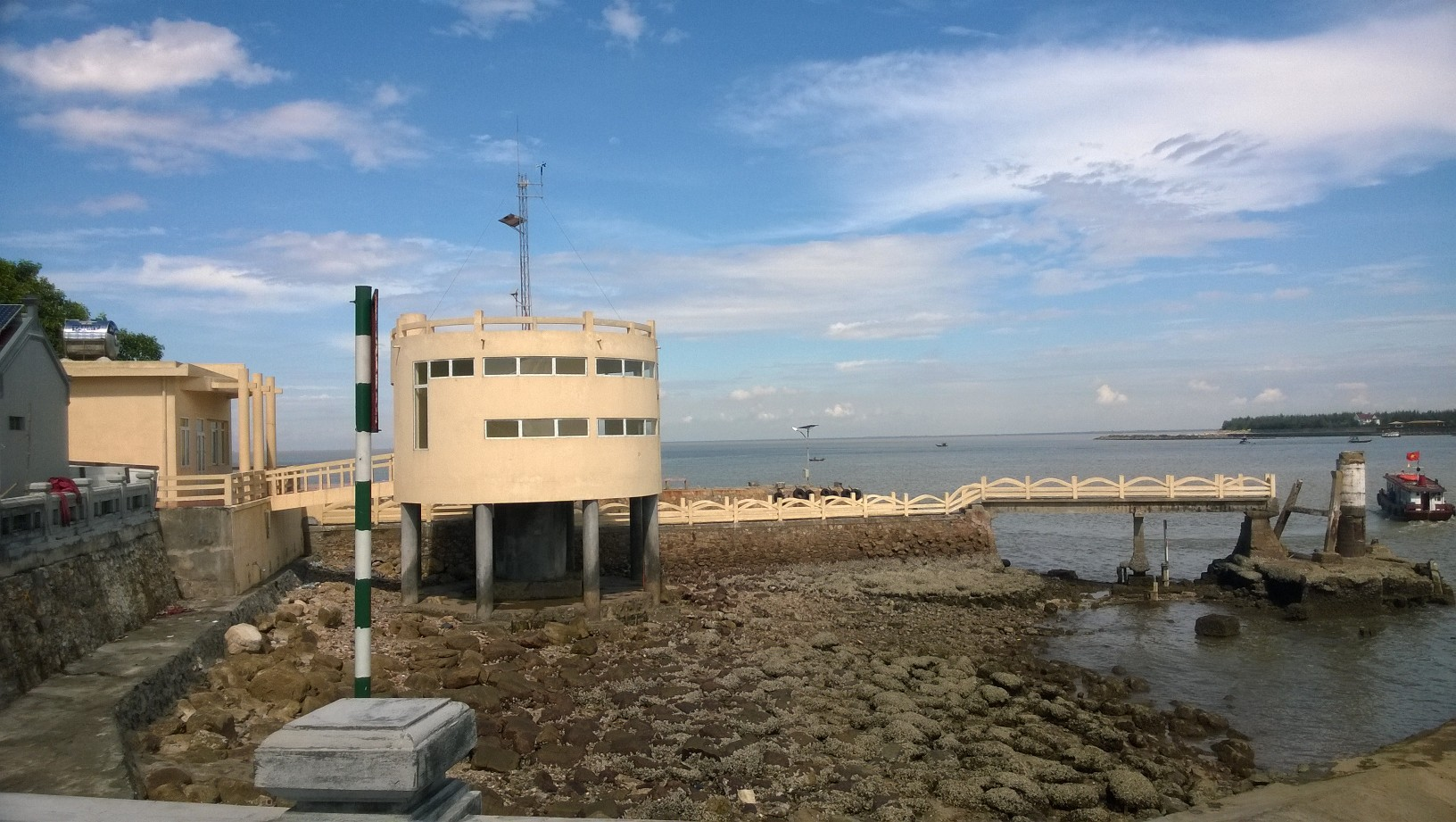
Trạm hải văn trên đảo Hòn Dáu
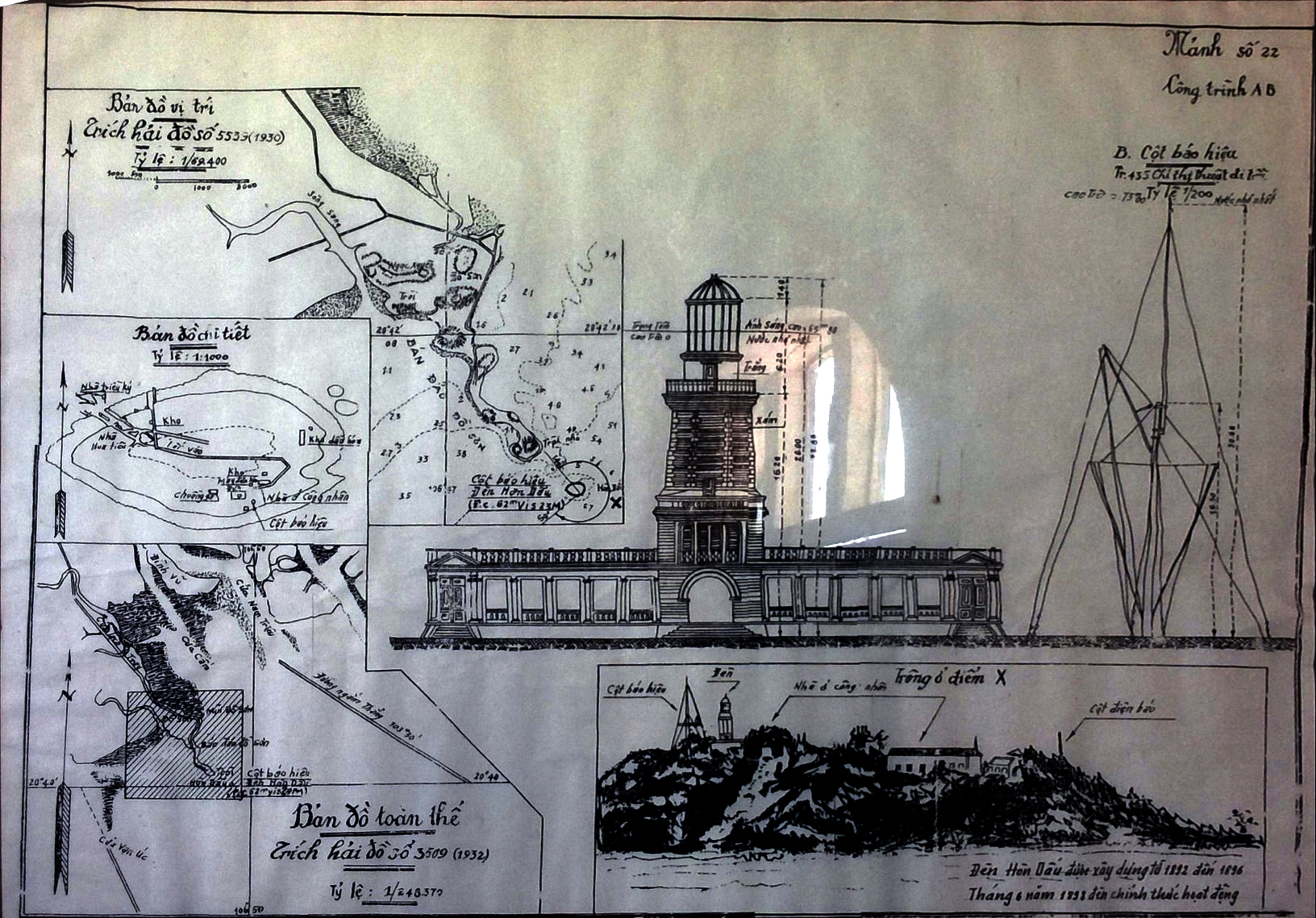
Bản đồ Hải đăng Hòn Dáu
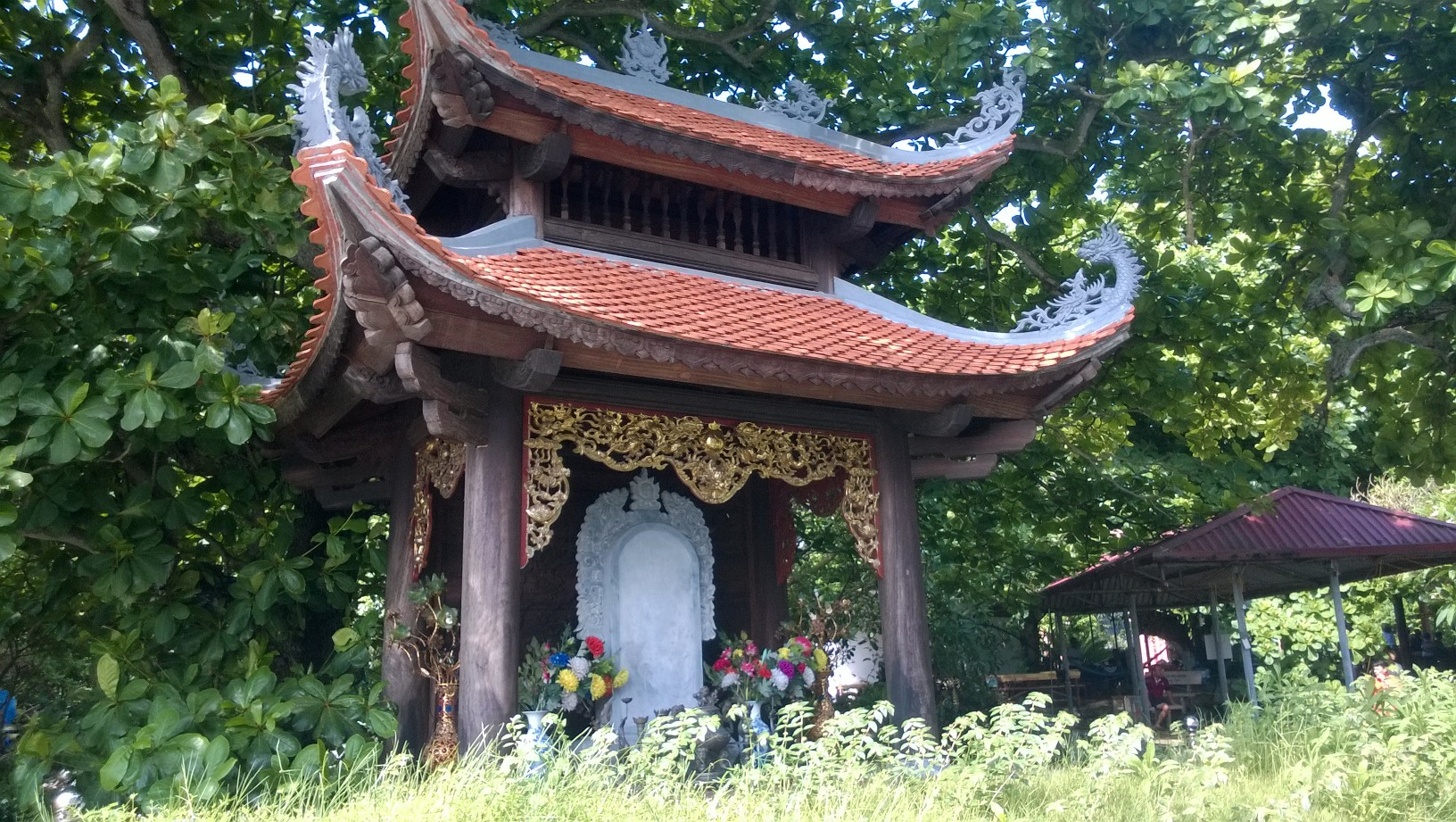
Lăng mộ Nam Hải Thần Vương
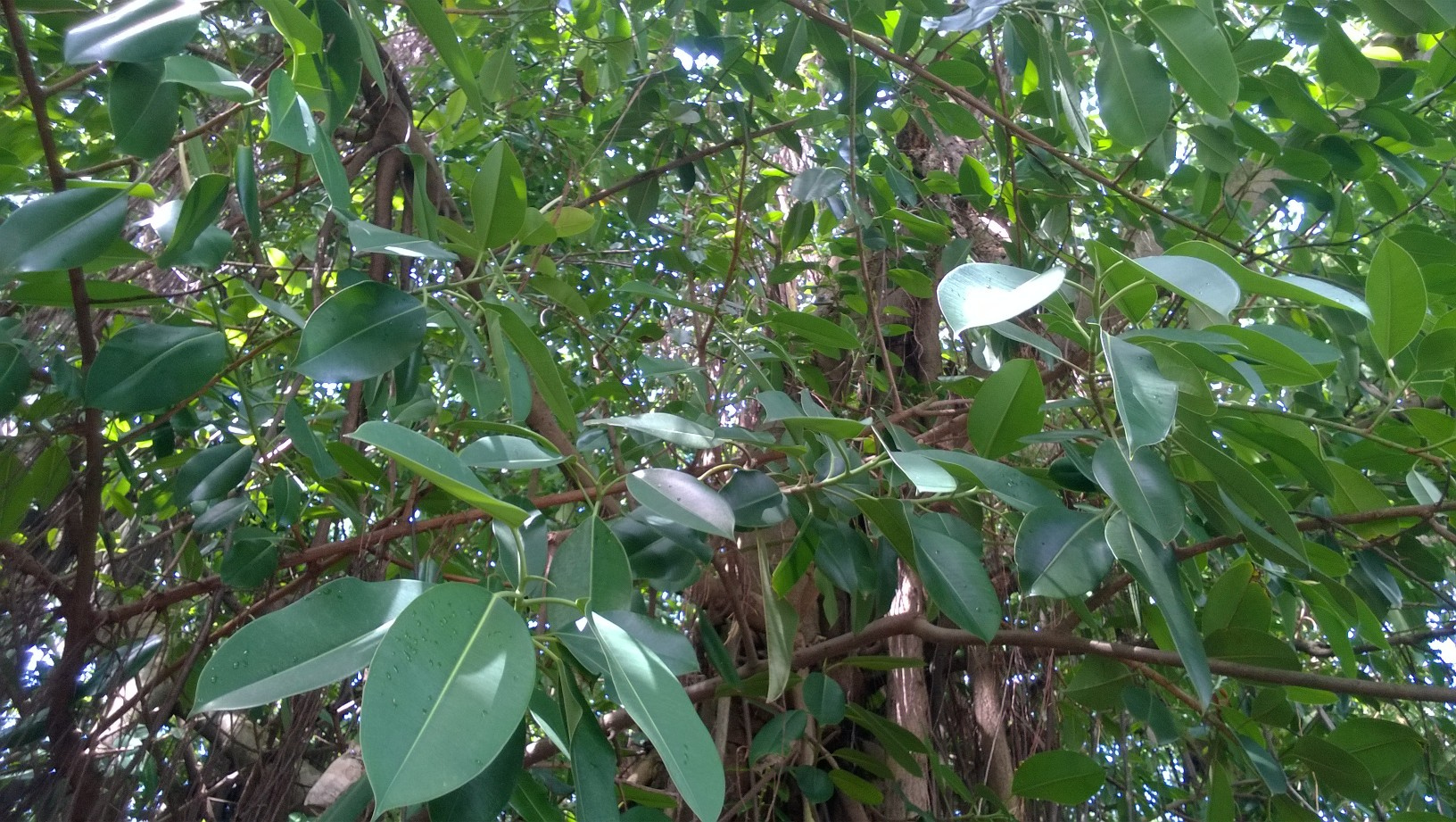
Đa búp đỏ trên đảo Hòn Dáu
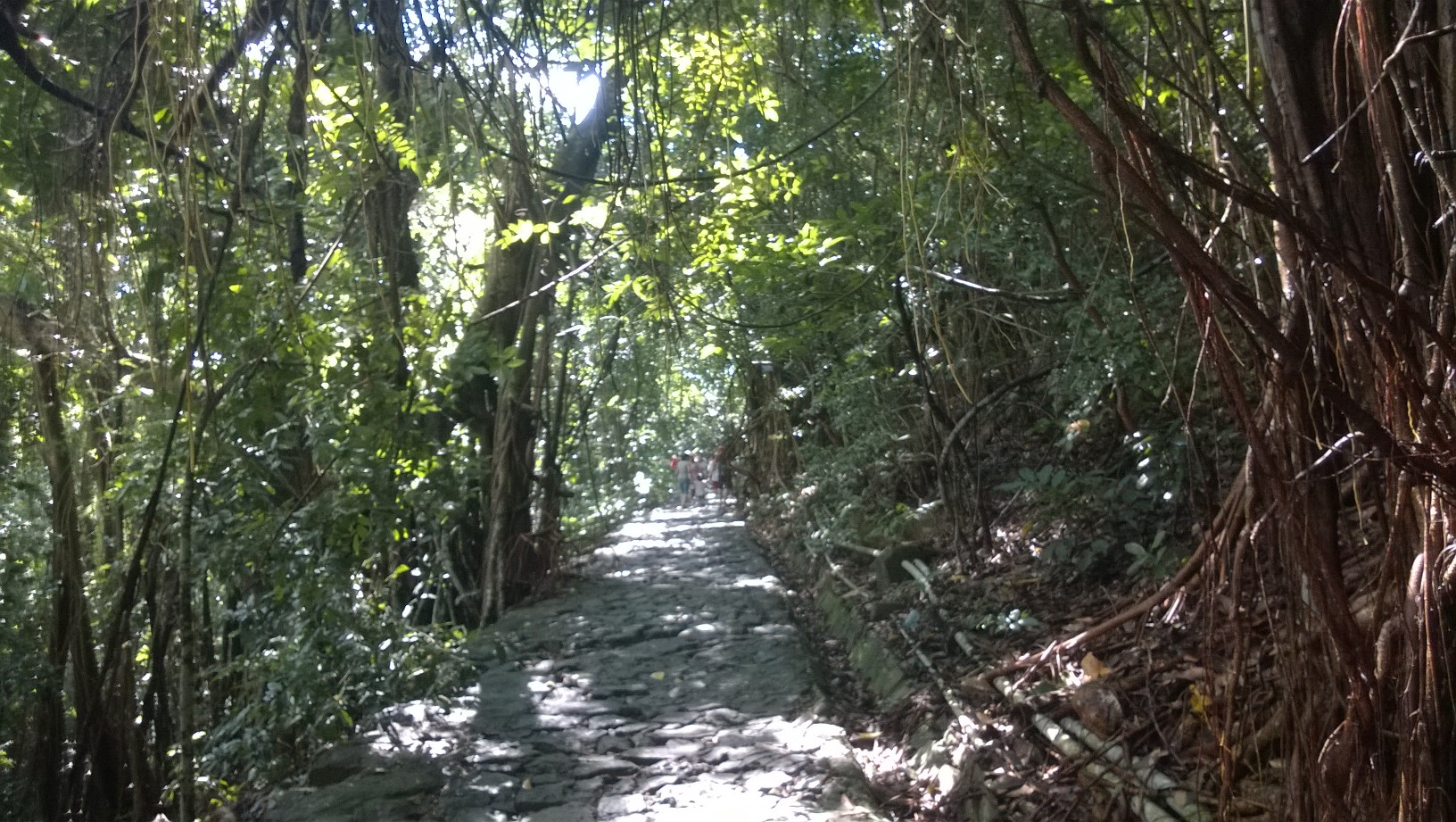
Đường đi trên đảo Hòn Dáu